# بوبونت (آن)
بوبون (بالفرنسية: Beaupont)‏ هي بلدية فرنسية تقع في إقليم الآن في فرنسا. رمز إنسي لها هو:1029. أما الرمز البريدي لها فهو: 1270.